# Припишмински бори
Припишмински бори (рус. Припышминские Боры) је национални парк у Русији. Припишминске шуме налазе се у југозападном углу Западносибирске низије . Парк штити комплекс шума бора и брезе. Око 10% површине парка чине мочваре, баре, утрине и пашњаци. Парк се налази у Свердловској области, 150 km источно од Јекатеринбурга и 70 mi (110 km) западно од Тјумења. Транссибирска железница пролази кроз два дела парка.

## Топографија
Припишмински бори национални парк је подељен на две секције. Талицка секција, која се налази на десној обали реке Пишме, југоисточно од града Талица. То је релативно равна шума борова, смрче и ариша. Друга секција, Тугуљимска, је смештена 20 mi (32 km) североисточно, у Тугуљимском дистрикту. Обухвата предео богатији мочварама и плавним ливадама реке Пишме, са шумом ариша, јеле и кедра. У вишим пределима се срећу борове шуме.

## Клима
Клима у националном парку Припишмински бори је умереноконтинентална клима (Кепенова класификација климата Dfb), коју карактеришу велике сезонске температурне разлике, са топлим и врућим (често и влажним) летима и хладним (понекад веома хладним) зимама. Падавине су релативно добро распоређене током године; просечна количина падавина износи 432 mm.

## Екорегион
Припишмински бори је део екорегиона Западносибиркса тајга (WWF ID#611), региона који карактеришу четинарске шуме бора, смрче и ариша. Слатководни екорегион је класификован као "Басен реке Об" (FEOW ID#602), карактерише га равничарска речна топографија, континентална клима, и бројне врсте слатководних риба као што су штука, чиков и белица.